# جو شيلينغ
جو شيلينغ (بالإنجليزية: Joe Schilling) (13 يناير 1984 بدايتون في الولايات المتحدة - ) هو ملاكم تايلندي وفنان قتال مختلط وملاكم كيك بوكسينغ وملاكم أمريكي، صنّف ضمن فئة الوزن المتوسط السوبر ‏.

## روابط خارجية
- جو شيلينغ على موقع IMDb (الإنجليزية)
- جو شيلينغ على موقع بوكس ريك (الإنجليزية) (registration required)
- جو شيلينغ على موقع بيلاتور (الإنجليزية)
- جو شيلينغ على موقع شيردوغ (الإنجليزية)